# Мари-Шуэть
Мари-Шуэть  — деревня в Уржумском районе Кировской области в составе Уржумского сельского поселения.

## География
Находится на расстоянии примерно 11 километров на северо-запад от районного центра города Уржум на левом берегу реки Буй.

## История
Известна с 1802 года, когда здесь было учтено 85 душ из ясашных крестьян.  В 1873 году учтено дворов 39 и жителей 222, в 1905 74 и 401, в 1926 103 и 428 (300 мари), в 1950 107 и 390. В 1989 году оставался 171 житель. 

## Население
Постоянное население  составляло 186 человек (русские 30%, мари 60%) в 2002 году, 106 в 2010.